# László Wukovics
László Wukovics (ur. 22 stycznia 1970 w Budapeszcie) – węgierski piłkarz występujący na pozycji napastnika, reprezentant kraju.

## Życiorys
W 1978 roku był juniorem Úttörő Stadion, a następnie – Ferencvárosu. W 1987 roku został włączony do pierwszej drużyny Ferencvárosu. W NB I zadebiutował 14 maja 1988 roku w wygranym 3:0 spotkaniu z Videotonem. Z Ferencvárosem trzykrotnie (1991, 1993, 1994) zdobył Puchar Węgier, a w sezonie 1991/1992 także mistrzostwo kraju. 23 września 1992 roku zadebiutował w reprezentacji podczas zremisowanego 0:0 towarzyskiego meczu z Izraelem. Ogółem w barwach Ferencvárosu zdobył 46 goli w 105 ligowych meczach. W latach 1994–1996 grał w Újpescie, po czym występował w klubach z NB II: Dunaferr SE i III. Kerületi TVE. Z III. Kerületi w 1998 roku awansował do NB I. Rok później został zawodnikiem Honvédu. W rundzie wiosennej sezonu 1999/2000 był piłkarzem SK Tirana, z którym zdobył mistrzostwo Albanii. Następnie występował w czwartoligowym austriackim SC Ostbahn XI, a w listopadzie 2000 roku przeszedł do Csepel SC. W latach 2001–2002 był grającym trenerem FC Dabas, a później występował w klubach niższych lig węgierskich. Był także trenerem piłkarzy Hegyvidék Focisuli, a także juniorów Újbuda TC i Ferencvárosu.

## Statystyki ligowe
| Sezon         | Klub                        | Liga                | Mecze | Gole |
| ------------- | --------------------------- | ------------------- | ----- | ---- |
| 1987/1988     | Ferencvárosi TC             | NB I                | 1     | 0    |
| 1988/1989     | Ferencvárosi TC             | NB I                | 19    | 5    |
| 1989/1990     | Ferencvárosi TC             | NB I                | 9     | 2    |
| 1990/1991     | Ferencvárosi TC             | NB I                | 5     | 2    |
| 1991/1992     | Ferencvárosi TC             | NB I                | 18    | 11   |
| 1992/1993     | Ferencvárosi TC             | NB I                | 28    | 12   |
| 1993/1994     | Ferencvárosi TC             | NB I                | 25    | 14   |
| 1994/1995     | Újpesti TE-Novabau          | NB I                | 22    | 9    |
| 1995/1996     | Újpesti TE                  | NB I                | 25    | 3    |
| 1996/1997     | Dunaferr SE                 | NB II               | 19    | 7    |
| 1997/1998     | III. Kerületi TVE           | NB II               | 31    | 14   |
| 1998/1999     | III. Kerületi FC Autotrader | NB I                | 31    | 6    |
| 1999/2000 (j) | Kispest-Honvéd FC           | NB I                | 13    | 4    |
| 1999/2000 (w) | SK Tirana                   | Kategoria Superiore | ?     | ?    |
| 2000/2001 (j) | SC Ostbahn XI               | Landesliga          | ?     | ?    |
| 2000/2001     | Csepel-Auto Trader          | NB II               | 15    | 2    |
| 2001/2002     | Diego FC Dabas              | NB III              | 7     | 0    |